# Outsides
Outsides je EP amerického multiinstrumentalisty Johna Fruscianteho, vydané v srpnu 2013. Jeho producentem je sám Frusciante, který zde nahrál všechny nástroje a je autorem obalu alba. Album vyšlo v několika formátech, jako CD, vinyl, audiokazeta nebo v elektronické podobě.

## Seznam skladeb
1. „Same“ – 10:16
2. „Breathiac“ – 2:34
3. „Shelf“ – 6:08
4. „Sol“ (bonus na japonské verzi) – 4:38

## Obsazení
- John Frusciante – kytara, zpěv, klávesy, syntezátory, bicí automat, sekvencer